# 本郷郵便局

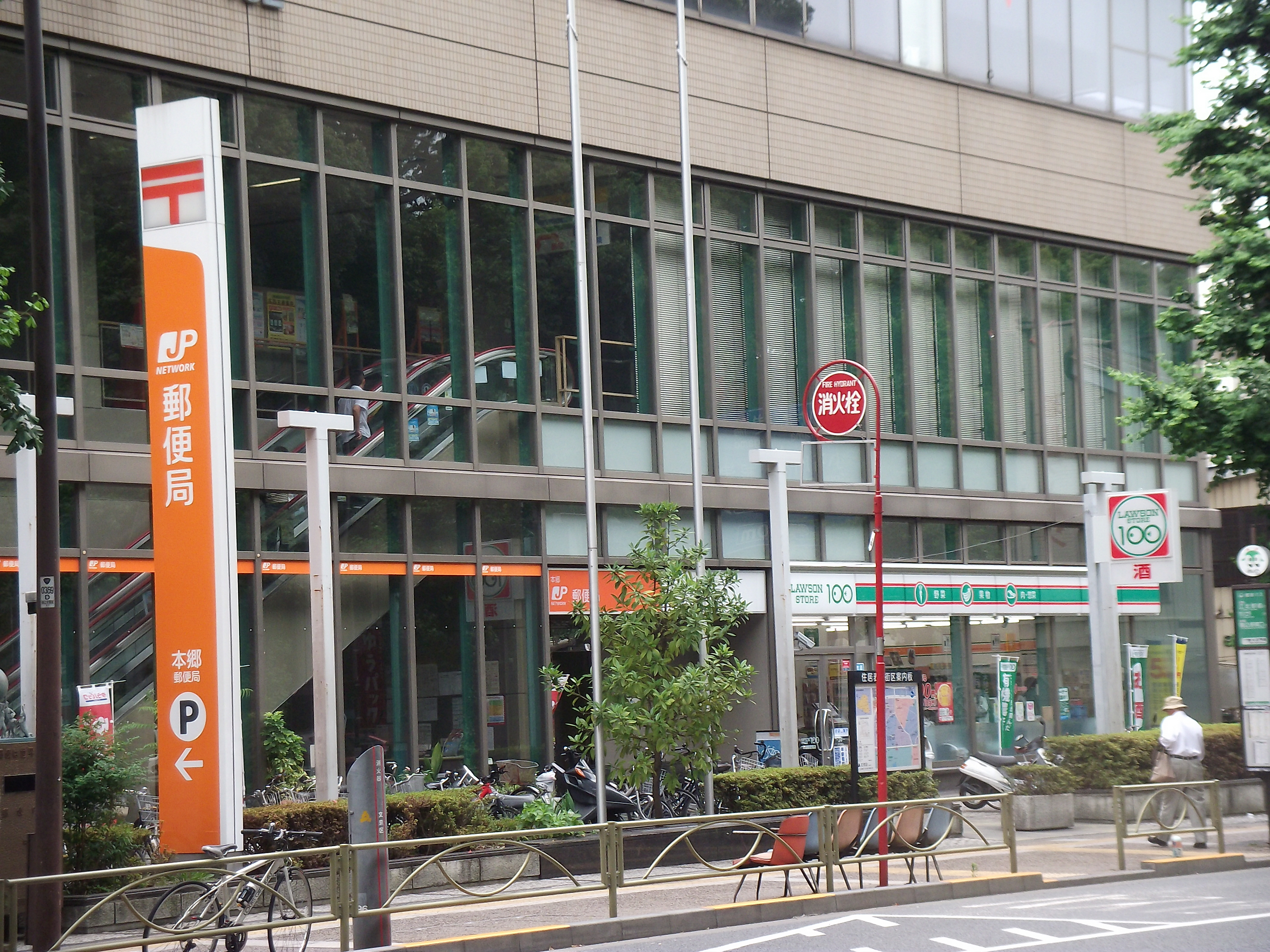
ローソンストア100を併設している

本郷郵便局（ほんごうゆうびんきょく）は、東京都文京区に位置する郵便局である。民営化前の分類では集配普通郵便局であった。

## 概要
住所：〒113-8799 東京都文京区本郷6-1-15

## 沿革
- 1871年（明治4年）旧1月 - 本郷区本郷二丁目に松野新兵衛切手売捌所が開設[1]。
- 1872年（明治5年）旧3月 - 本郷郵便取扱所として設置[1]。
- 1872年（明治5年）旧6月 - 本郷郵便仮役所となる[1]。
- 1875年（明治8年）1月1日 - 本郷郵便分局となる[1]。
- 1875年（明治8年）5月2日 - 貯金預所を設置[1]。
- 1879年（明治12年）5月1日 - 為替取扱所を設置[1]。
- 1882年（明治15年） - 本郷三丁目へ移転[1]。
- 1883年（明治16年）5月23日 - 本郷郵便支局となる[1]。
- 1886年（明治19年）4月26日 - 東京本郷郵便支局に改称[1]。
- 1890年（明治23年）5月 - 本郷元富士町へ移転[1]。
- 1890年（明治23年）6月1日 - 東京本郷郵便電信支局となる[1]。
- 1903年（明治36年）4月9日 - 通信官署官制の施行に伴い東京本郷郵便局となる[1]。
- 1906年（明治39年）1月1日 - 本郷郵便局に改称[1]。
- 1946年（昭和21年）3月16日 - 本郷区真砂町から同区本富士町に移転[2]。
- 1948年（昭和23年）8月16日 - 文京区本富士町から同区森川町に移転[3]。
- 1956年（昭和31年）12月1日 - 電話通話事務の取扱を開始。
- 1957年（昭和32年）2月25日 - 和文電報受付事務の取扱を開始。
- 1960年（昭和35年）11月 - 新局舎落成。
- 1971年（昭和46年）2月 - 局舎増築落成。
- 1994年（平成6年）7月1日 - 外国通貨の両替および旅行小切手の売買に関する業務取扱を開始。
- 2007年（平成19年）10月1日 - 民営化に伴い、併設された郵便事業本郷支店に一部業務を移管。
- 2012年（平成24年）10月1日 - 日本郵便株式会社発足に伴い、郵便事業本郷支店を本郷郵便局に統合。

## 取扱内容
- 郵便、印紙、ゆうパック、内容証明
- 貯金、為替、振替、振込、国際送金、外貨両替・トラベラーズチェック、国債、投資信託
- 生命保険、バイク自賠責保険、自動車保険、変額年金保険
- ゆうちょ銀行ATM
- 文京区内の一部地域（〒113-xxxx）の集配業務
- ゆうゆう窓口

## 風景印
- 図案は重要文化財『東大赤門』・『イチョウの葉』
- 使用開始日は1949年（昭和24年）5月1日

## 周辺
- 東京大学本郷キャンパス
- 東京大学医学部附属病院
- わだつみのこえ記念館

## アクセス
- 東京メトロ南北線 東大前駅（1番出口）から徒歩約9分
- 都営大江戸線 本郷三丁目駅（4番出口）から徒歩約9分
- 都営三田線 春日駅（A6番出口）から徒歩約10分
- 都営バス 東大正門前停留所下車
- 首都高池袋線 飯田橋出入口から北東へ、もしくは西神田出入口から北へそれぞれ約2km
- 国道17号（本郷通り）沿い
- 駐車場あり：5台